# Olympische Jugend-Winterspiele 2016/Teilnehmer (China)
| Gelbes Symbol für Goldmedaillen mit stilisierten Olympischen Ringen | Graues Symbol für Silbermedaillen mit stilisierten Olympischen Ringen | Braundes Symbol für Bronzemedaillen mit stilisierten Olympischen Ringen |
| ------------------------------------------------------------------- | --------------------------------------------------------------------- | ----------------------------------------------------------------------- |
| 3                                                                   | 5                                                                     | 2                                                                       |

Die Volksrepublik China nahm an den Olympischen Jugend-Winterspielen 2016 im norwegischen Lillehammer mit 23 Athleten in sieben Sportarten teil.

## Medaillen
Mit drei gewonnenen Gold-, fünf Silber- und zwei Bronzemedaillen belegte das chinesische Team Platz 7 im Medaillenspiegel.

## Sportarten

### Biathlon
| Athleten              | Wettbewerb           | Zeit (Schießfehler) | Rang |
| --------------------- | -------------------- | ------------------- | ---- |
| Jungen                |                      |                     |      |
| Zhu Zhenyu            | 7,5 km Sprint        | 21:33,1 min (3)     | 32   |
| Zhu Zhenyu            | 10 km Verfolgung     | 31:45,7 min (3)     | 16   |
| Mädchen               |                      |                     |      |
| Meng Fanqi            | 6 km Sprint          | 19:14,0 min (1)     | 9    |
| Meng Fanqi            | 7,5 km Verfolgung    | 26:12,5 min (2)     | 6    |
| Gemischt              |                      |                     |      |
| Meng Fanqi Zhu Zhenyu | Single Mixed-Staffel | 41:35,4 min (2+3)   | Gold |

### Curling
| Athleten                                  | Wettbewerb | Gruppenrunde | Gruppenrunde | Viertelfinale      | Viertelfinale      | Halbfinale         | Halbfinale         | Finale             | Finale             | Finale             |
| Athleten                                  | Wettbewerb | Siege        | Niederlagen  | Gegner             | Ergebnis           | Gegner             | Ergebnis           | Gegner             | Ergebnis           | Rang               |
| ----------------------------------------- | ---------- | ------------ | ------------ | ------------------ | ------------------ | ------------------ | ------------------ | ------------------ | ------------------ | ------------------ |
| Gemischt                                  |            |              |              |                    |                    |                    |                    |                    |                    |                    |
| Du Hongrui Han Yu Zhang Wenxin Zhao Ruiyi | Team       | 2            | 5            | nicht qualifiziert | nicht qualifiziert | nicht qualifiziert | nicht qualifiziert | nicht qualifiziert | nicht qualifiziert | nicht qualifiziert |

### Eiskunstlauf
| Athleten            | Wettbewerb | Kurzprogramm | Kurzprogramm | Free Skating/Dance | Free Skating/Dance | Gesamt | Gesamt |
| Athleten            | Wettbewerb | Punkte       | Rang         | Punkte             | Rang               | Punkte | Rang   |
| ------------------- | ---------- | ------------ | ------------ | ------------------ | ------------------ | ------ | ------ |
| Jungen              |            |              |              |                    |                    |        |        |
| Li Tangxu           | Einzel     | 49,19        | 9            | 116,51             | 7                  | 165,70 | 8      |
| Lu Yunda            | Einzel     | 44,20        | 13           | 93,06              | 11                 | 137,26 | 12     |
| Mädchen             |            |              |              |                    |                    |        |        |
| Li Xiangning        | Einzel     | 46,97        | 13           | 74,27              | 13                 | 121,24 | 12     |
| Paar                |            |              |              |                    |                    |        |        |
| Gao Yumeng Li Bowen | Paar       | 43,96        | 7            | 75,82              | 7                  | 119,78 | 7      |
| Zhao Ying Xie Zhong | Paar       | 45,84        | 6            | 93,22              | 4                  | 139,06 | 5      |

### Eisschnelllauf
| Athleten     | Wettbewerb  | Durchgang 1 | Durchgang 1 | Durchgang 2 | Durchgang 2 | Gesamt      | Gesamt |
| Athleten     | Wettbewerb  | Zeit        | Rang        | Zeit        | Rang        | Zeit        | Rang   |
| ------------ | ----------- | ----------- | ----------- | ----------- | ----------- | ----------- | ------ |
| Jungen       |             |             |             |             |             |             |        |
| Li Yanzhe    | 500 m       | 35,98 s     | 1           | 35,96 s     | 1           | 71,95 s     | Gold   |
| Li Yanzhe    | 1500 m      |             |             |             |             | 1:56,24 min | 11     |
| Li Yanzhe    | Massenstart |             |             |             |             | 5:53,73 min | 12     |
| Shen Hanyang | 500 m       | 38,44 s     | 17          | 38,33 s     | 19          | 76,78 s     | 19     |
| Shen Hanyang | 1500 m      |             |             |             |             | 1:57,72 min | 19     |
| Shen Hanyang | Massenstart |             |             |             |             | 5:53,03 min | 8      |
| Mädchen      |             |             |             |             |             |             |        |
| Han Mei      | 500 m       | 39,78 s     | 2           | 39,66 s     | 2           | 79,44 s     | Silber |
| Han Mei      | 1500 m      |             |             |             |             | 2:04,48 min | Silber |
| Han Mei      | Massenstart |             |             |             |             | 20 Punkte   | Silber |
| Li Huawei    | 500 m       | 39,97 s     | 3           | 39,77 s     | 3           | 79,75 s     | Bronze |
| Li Huawei    | 1500 m      |             |             |             |             | 2:09,61 min | 11     |
| Li Huawei    | Massenstart |             |             |             |             | 6:07,09 min | 22     |

### Shorttrack
| Athleten  | Wettbewerb | Viertelfinale | Viertelfinale | Halbfinale   | Halbfinale | Finale             | Finale             |
| Athleten  | Wettbewerb | Zeit          | Rang          | Zeit         | Rang       | Zeit               | Rang               |
| --------- | ---------- | ------------- | ------------- | ------------ | ---------- | ------------------ | ------------------ |
| Jungen    |            |               |               |              |            |                    |                    |
| Ma Wei    | 500 m      | 42,208 s      | 1             | 41,680 s     | 1          | 42,129 s           | Bronze             |
| Ma Wei    | 1000 m     | 1:29,597 min  | 2             | 1:27,200 min | 1          | 1:28,082 min       | Silber             |
| Mädchen   |            |               |               |              |            |                    |                    |
| Gong Li   | 500 m      | 45,397 s      | 1             | PEN          | PEN        | nicht qualifiziert | nicht qualifiziert |
| Gong Li   | 1000 m     | 1:37,783 min  | 3             |              |            | 1:35,789 min       | 10                 |
| Zang Yize | 500 m      | 45,106 s      | 1             | 45,480 s     | 1          | 46,648 s           | Gold               |
| Zang Yize | 1000 m     | 1:40,834 min  | 2             | 1:36,550 min | 3          | 1:41,596 min       | 5                  |

### Skilanglauf
| Athleten    | Wettbewerb       | Qualifikation | Qualifikation | Viertelfinale | Viertelfinale | Halbfinale         | Halbfinale         | Finale             | Finale             |
| Athleten    | Wettbewerb       | Zeit          | Rang          | Zeit          | Rang          | Zeit               | Rang               | Zeit               | Rang               |
| ----------- | ---------------- | ------------- | ------------- | ------------- | ------------- | ------------------ | ------------------ | ------------------ | ------------------ |
| Mädchen     |                  |               |               |               |               |                    |                    |                    |                    |
| Chi Chunxue | Cross            | 3:47,85 min   | 15            |               |               | 3:38,10 min        | 3                  | 3:39,10 min        | 9                  |
| Chi Chunxue | Sprint klassisch | 3:40,94 min   | 19            | 3:33,19 min   | 4             | nicht qualifiziert | nicht qualifiziert | nicht qualifiziert | nicht qualifiziert |
| Chi Chunxue | 5 km Freistil    |               |               |               |               |                    |                    | 13:29,9 min        | Silber             |

### Snowboard

#### Halfpipe
| Athleten    | Wettbewerb | Finale       | Finale       | Finale       | Finale           | Finale |
| Athleten    | Wettbewerb | Durchgang 1  | Durchgang 2  | Durchgang 3  | Bester Durchgang | Rang   |
| ----------- | ---------- | ------------ | ------------ | ------------ | ---------------- | ------ |
| Jungen      |            |              |              |              |                  |        |
| Liu Xinyu   | Halfpipe   | 61,00 Punkte | 57,00 Punkte | 60,25 Punkte | 61,00 Punkte     | 9      |
| Mädchen     |            |              |              |              |                  |        |
| Wu Shaotong | Halfpipe   | 74,75 Punkte | 27,75 Punkte | 21,50 Punkte | 74,75 Punkte     | 5      |